# Coregonus nasus
Coregonus nasus  is een  straalvinnige vissensoort uit de familie der zalmen (Salmonidae). De wetenschappelijke naam van de soort is voor het eerst geldig gepubliceerd door Peter Simon Pallas in 1776. In het Nederlands heet de vis ook wel grote houting of grote pollan. In het Engels heet de vis broad whitefish, in het Duits Große Maräne en in het Zweeds bredsik.

## Kenmerken
De grote houting is minder slank dan de meeste soorten houtingen. De gemiddelde lengte van volwassen vissen is 46 cm, de maximale lengte is 71 cm en het maximale gewicht is 16 kg. De vis heeft 19 tot 24 kieuwboogaanhangsels en een onderstandige bek. Er zijn 81 tot 98 schubben op de zijlijn.

## Verspreiding en leefgebied
Deze vis komt oorspronkelijk voor in de Noordelijke IJszee van de monding van de rivier de  Petsjora tot aan Alaska. De vissen verblijven in riviermondingen en ze trekken om te paaien de rivieren op. De paaitrek begint eind juli en rond oktober bereiken ze de paaigebieden. Daarna trekken ze zich terug naar dieper water.  Vislarven en nuldejaars vissen trekken in het volgende voorjaar met de stroom mee naar overstromingsvlakten en dode rivierarmen waar zij foerageren op zoöplankton. Na het einde van de zomer trekken ze verder stroomafwaarts in de rivier.

## Status
Op deze vis bestaat een uitgebreide beroepsvisserij. Verder wordt deze vis veel gekweekt en uitgezet in wateren in Oost-Europa. Er zijn geen factoren bekend die een gevaar vormen voor het voortbestaan van de soort. Daarom  staat op de Rode Lijst van de IUCN als niet bedreigd.